# مارغريت وليامز
مارغريت وليامز (بالإنجليزية: Marguerite Williams)‏ هي كاتبة علم وجيولوجية أمريكية، ولدت في 24 ديسمبر 1895 في واشنطن العاصمة في الولايات المتحدة، وتوفيت في 1991.